# Bruis
Bruis [bʁɥis] est une commune déléguée de Valdoule et une ancienne commune française située dans le département des Hautes-Alpes, en région Provence-Alpes-Côte d'Azur. La commune ne fait pas partie du parc naturel régional des Baronnies provençales créé en 2014 bien que située à l'intérieur de son périmètre.
Ses habitants sont appelés les Bruissards.

## Géographie

### Localisation
Bruis est située à 50 km de Nyons, 67 km de Gap, 100 km de Valence et 690 km de Paris.
Ses communes limitrophes sont :
| Establet (Drôme) | Saint-Dizier-en-Diois (Drôme) | Valdrôme (Drôme) |
| Sainte-Marie     | Bruis                         | Montmorin        |
| Pommerol (Drôme) | Moydans                       |                  |

### Hydrographie
La rivière Oule arrose la commune.

### Transports
La commune est traversée par la route départementale 26 reliant La Charce (Drôme) à L'Épine sur la RD 994.

## Toponymie
Le nom de la localité est attesté sous les formes Bruscum en 1147, sous la forme latine Brosium en 1153.
Ce toponyme nous fait penser à un radical celtique signifiant « pays » ; Bruis serait le « pays de ... »

## Histoire
Le 14 avril 1789, rapport complet sur Bruis sous la plume de Jean-Emmanuel Bompar : environ 430 personnes, ni médecin ni accoucheuse ni vétérinaire ni maréchal, peu de maisons couvertes de tuiles. Sol ingrat, récoltes maigres (blé, seigle, épeautre, avoine, légumes, poires, pommes). Le seigneur tient la meilleure part du territoire (forêt, pâturage). Arrosage des terres permis un jour et demi par semaine, de façon à ne pas nuire à l'alimentation du moulin. Peu d'animaux de trait ou de port : 13 paires de bœufs, 8 mulets, 28 bourriques. Ni industrie ni commerce. La communauté est régie par un châtelain détesté par la population (corvées, impôts, droit de mouture…).

## Politique et administration

### Liste des maires
| Période                                  | Période   | Identité      | Étiquette | Qualité |
| ---------------------------------------- | --------- | ------------- | --------- | --- |
| Les données manquantes sont à compléter. |           |               |           | |
| mars 2001                                | juin 2017 | Gérard Tenoux | DVD       | Agriculteur Conseiller départemental (2015-) Ancien président de la Communauté de communes de la Vallée de l'Oule Conseiller général (2011-2015) |

### Intercommunalité
Bruis fait partie :
- de 1995 à 2017, de la communauté de communes de la Vallée de l'Oule ;
- à partir du 1er janvier 2017, de la communauté de communes Sisteronais-Buëch.

## Population et société

### Démographie
L'évolution du nombre d'habitants est connue à travers les recensements de la population effectués dans la commune depuis 1793. À partir du 1er janvier 2009, les populations légales des communes sont publiées annuellement dans le cadre d'un recensement qui repose désormais sur une collecte d'information annuelle, concernant successivement tous les territoires communaux au cours d'une période de cinq ans. 
Pour les communes de moins de 10 000 habitants, une enquête de recensement portant sur toute la population est réalisée tous les cinq ans, les populations légales des années intermédiaires étant quant à elles estimées par interpolation ou extrapolation. Pour la commune, le premier recensement exhaustif entrant dans le cadre du nouveau dispositif a été réalisé en 2008,.
En 2015, la commune comptait 77 habitants, en évolution de +16,67 % par rapport à 2010 ( : +2,98 %, France hors Mayotte : +2,49 %).
| 1793 | 1800 | 1806 | 1821 | 1831 | 1836 | 1841 | 1846 | 1851 |
| ---- | ---- | ---- | ---- | ---- | ---- | ---- | ---- | ---- |
| 412  | 282  | 442  | 453  | 452  | 432  | 450  | 441  | 395  |

| 1856 | 1861 | 1866 | 1872 | 1876 | 1881 | 1886 | 1891 | 1896 |
| ---- | ---- | ---- | ---- | ---- | ---- | ---- | ---- | ---- |
| 417  | 382  | 372  | 363  | 353  | 402  | 405  | 402  | 346  |

| 1901 | 1906 | 1911 | 1921 | 1926 | 1931 | 1936 | 1946 | 1954 |
| ---- | ---- | ---- | ---- | ---- | ---- | ---- | ---- | ---- |
| 307  | 284  | 251  | 188  | 183  | 169  | 172  | 154  | 99   |

| 1962 | 1968 | 1975 | 1982 | 1990 | 1999 | 2008 | 2013 | 2015 |
| ---- | ---- | ---- | ---- | ---- | ---- | ---- | ---- | ---- |
| 99   | 93   | 85   | 69   | 59   | 73   | 65   | 78   | 77   |

## Économie
Élevage (bovin et ovin), tilleul, noix, fruits, tourisme…

### Spécialité
- Noix

## Culture locale et patrimoine

### Lieux et monuments
- Tablette de marbre blanc : la pierre de Bruis (inscription chrétienne 538 ap. J.-C.), pierre tombale chrétienne se trouvant à l'église de Bruis. C'est la plus ancienne trace de présence chrétienne retrouvée sur les Hautes-Alpes : [in] PACE BONAE MEMORIA [vix] I ANNIS QVINQVAGINTA [i] OHANNE VCC IND. SECUNDA : D’heureuse mémoire, Ici repose [en] paix [qui vécut] cinquante ans sous l’administration de Jean, durant la deuxième année de l’induction / (l’induction est une période de quinze ans, instituée par Constantin pour la levée des impôts à partir de 313)
- Donjon du XIIe siècle : cette tour construite en pierres plates posées sur leur lit le plus large, tourne ses quatre faces vers les points cardinaux ; elle assura longtemps la protection du village primitif de Bruis, situé à ses pieds.
- Château du XVIIe siècle : érigé en 1669, le petit château de Bruis n’est guère signalé à l’attention du voyageur que par la présence d’une tour circulaire à l’angle nord-ouest. Hors cette particularité, il développe un simple corps de logis à étage sur lequel ont été greffées deux ailes de bâtiments communs, la cour étant fermée par un mur en retour qui clôt l’univers castral. De façon significative, il succède, en tant qu’édifice symbolique du pouvoir local, à la tour quadrangulaire du XIIe siècle dressée sur la colline voisine ; construite en pierres plates posées sur leur lit le plus large, cette dernière assura longtemps la protection du village primitif de Bruis situé à ses pieds. Avec l’éclosion des Temps modernes, les fortifications s’effacent ainsi au profit de bâtiments qui permettent l’exercice d’une activité agricole assurant au maître des lieux une domination fondée sur la prospérité matérielle et non plus sur les armes.
- Église Saint-Michel de 1683, nouveau clocher bâti en 1905.
- Nouvelle place du village : fête patronale le 15 août.
- Nouvel oratoire de Font Sante (ancienne fontaine dont l’histoire remonte au XIXe siècle), inauguré le 19 juillet 2008 par Jean-Michel di Falco, en présence du maire Gérard Tenoux et du Père Joseph-Mary, et dédié à « Notre-Dame des Anges ».

### Personnalités liées à la commune
- Pierre de Bruys (ou de Bruis, Petrus Brusius), né à Bruis, hérésiarque (pour les catholiques), considéré comme un des précurseurs de la Réforme (pour les protestants), brûlé en 1139 à Saint-Gilles du Gard, sur un bûcher de croix.
- Gérard Denizeau, écrivain, sa mère Renée Mourre est originaire de la commune[9]